# Prüfungsverband
Ein (genossenschaftlicher) Prüfungsverband in Deutschland ist ein Verband – in aller Regel ein eingetragener Verein –, dem Genossenschaften als Mitglied angehören und der bei diesen die gesetzlich vorgeschriebenen Prüfungen durchführt.

## Rechtsgrundlagen
Jede eingetragene Genossenschaft in Deutschland ist gesetzlich verpflichtet, einem Prüfungsverband anzugehören und sich von diesem prüfen zu lassen.
Maßgeblich ist hierfür vor allem Abschnitt 4 des Genossenschaftsgesetzes (GenG).
Das Prüfungsrecht wird nach § 63 GenG einem Verband durch die Aufsichtsbehörde des Bundeslandes verliehen, in dem er seinen Sitz hat. Diese Behörde ist auch zuständig für die Aufsicht über den Verband und kann ggf. das Ruhen des Prüfungsrechts anordnen oder es dem Verband entziehen (§§ 64, 56, 64a).
Die Voraussetzungen für die Verleihung des Prüfungsrechts ergeben sich aus §§ 63a – 63c:
- Rechtsform: Der Verband soll ein eingetragener Verein sein und darf keine Gewinnerzielungsabsicht haben.
- Mitglieder dürfen nur sein:
  - eingetragene Genossenschaften;
  - Unternehmen oder andere Vereinigungen, die
    - sich ganz oder überwiegend in der Hand eingetragener Genossenschaften befinden oder
    - dem Genossenschaftswesen dienen;

  - Sonstige nur ausnahmsweise aus einem wichtigen Grund;
  - Wohnungsunternehmen, die am 31. Dezember 1989 als gemeinnützig oder als Organe der staatlichen Wohnungspolitik anerkannt waren und dem jeweiligen Prüfungsverband zu diesem Zeitpunkt angehörten (nach § 162 GenG).
- Zweck des Verbands
  - muss sein: die Prüfung seiner Mitglieder, die eingetragene Genossenschaften sind;
  - darf darüber hinaus nur sein: die gemeinsame Wahrnehmung der Interessen seiner Mitglieder, insbesondere die Unterhaltung gegenseitiger Geschäftsbeziehungen.
- Die Satzung soll u. a. Bestimmungen enthalten über Auswahl und Befähigungsnachweis der Prüfer sowie über Art und Umfang der Prüfungen.

In §§ 53 – 53a sind die Pflicht zur Prüfung sowie – abhängig von der Größe der Genossenschaft – der (jährliche oder zweijährliche) Turnus und der Umfang der Prüfung festgelegt. § 55 trifft Regelungen zur Person des Prüfers (insb. Vermeidung einer Befangenheit), § 57 zum Prüfungsverfahren. Das Ergebnis der Prüfung ist in einem schriftlichen Bericht festzustellen, der den Organen der Genossenschaft vorzulegen und von diesen zu beraten ist (§§ 58 – 60).
Schon für die Anmeldung einer Genossenschaft zum Genossenschaftsregister ist gemäß (§ 11 Abs. 2 Nr. 3 GenG) die Gründungsprüfung durch einen Prüfungsverband Voraussetzung.
Neben der staatlichen Aufsicht unterliegen die Prüfungsverbände gemäß §§ 63e – 63h einer Qualitätskontrolle durch die Wirtschaftsprüferkammer, jedenfalls sofern sie mindestens eine Genossenschaft als zu prüfendes Mitglied haben, die die Größenkriterien nach § 53 Abs. 2 Satz 1 GenG erfüllt. Für diese Prüfungsverbände gilt insbesondere eine Registerpflicht nach § 40a der Wirtschaftsprüferordnung.

## Geschichte

### Entstehung und Entwicklung der Prüfungsverbände bis 1933
Der erste Genossenschaftsverband in Deutschland wurde in Weimar 1859 von Hermann Schulze-Delitzsch, der zehn Jahre vorher mit seinen Genossenschaftsgründungen begonnen hatte, ins Leben gerufen. Damals bildeten 29 Vereine, etwa ein Viertel der damals bekannten Genossenschaften, das „Centralkorrespondenzbureau der deutschen Vorschuß- und Kreditvereine“. Zunächst waren nur Kreditgenossenschaften Mitglieder, die anderen Typen kamen aber sehr rasch dazu. Schulze-Delitzsch übernahm die Leitung. 1864 wurde aus dem „Bureau“ der „Allgemeine Verband der auf Selbsthilfe beruhenden Deutschen Erwerbs- und Wirtschaftsgenossenschaften“. Die Beratungstätigkeit des Verbandes und seiner seit 1860 existierenden regionalen Unterverbände umfasste von Beginn an auch Ratschläge und Empfehlungen zu den betriebswirtschaftlich relevanten Zahlen, also eine Art Prüfung, sofern sie von den Genossenschaften gewünscht wurde. 1878 wurde das Revisionswesen offizieller Bestandteil der Unterverbände und drei Jahre später wurden die Verbandsmitglieder verpflichtet, sich von ihrem Verband revidieren zu lassen. Revision war bis 1934 die offizielle Bezeichnung für die Prüfung.
1901 gründete Karl Korthaus den Hauptverband der gewerblichen Berufsgenossenschaften, der hauptsächlich Handwerkergenossenschaften umfasste. Auch hier lagen die Revisionsrechte bei den Unterverbänden. Aber schon 1920 schlossen sich Allgemeiner Verband und Hauptverband zum „Deutschen Genossenschaftsverband“ zusammen, dem 1932 rund 3.200 Genossenschaften angehörten.
Für die landwirtschaftlichen Genossenschaften von Friedrich Wilhelm Raiffeisen, den Darlehnskassen-Vereinen, kam es 1877 zur Gründung des „Anwaltschaftsverbandes ländlicher Genossenschaften“ in Neuwied. Später nannte er sich „Generalverband ländlicher Genossenschaften für Deutschland“. Er hatte zahlreiche Unterverbände, die die Revision durchführten. Seit 1883 waren auch hier die Mitglieder durch Verbandsbeschluss verpflichtet, sich von ihrem Unterverband revidieren zu lassen.
Die hessischen Darlehnskassen-Vereine waren der Raiffeisen-Gründung ferngeblieben. Für sie gründete Wilhelm Haas 1879 einen eigenen Verband, der sich dann unter dem Namen „Reichsverband der deutschen landwirtschaftlichen Genossenschaften“ auf ganz Deutschland ausdehnte. Reichsverband und Generalverband fusionierten 1930 zum „Reichsverband der deutschen landwirtschaftlichen Genossenschaften – Raiffeisen – e. V.“, der vereinsrechtlich eine Neugründung war.  Er hatte 1932 knapp 36.000 ländliche Genossenschaften als Mitglieder, von denen etwas über 72 % vom früheren Reichsverband kamen, gut 20 % vom Raiffeisen-Verband und der Rest von über 7 % von kleineren Verbänden.
Auf der Seite der Konsumgenossenschaften bildeten 1903 in Dresden 585 Vereine den „Zentralverband deutscher Konsumvereine“, ZdK, ebenfalls mit bezirklichen Revisionsverbänden. Unabhängig davon gründeten 1908 katholisch orientierte Konsumgenossenschaften 1908 den „Verband westdeutscher Konsumvereine“, der seit 1913 den Namen „Reichsverband deutscher Konsumvereine“ führte. Der ZdK hatte 1932 rund 1.000 Mitglieder, der Reichsverband 250.
Nach 1889 kam es zur Einrichtung eigener Revisionsverbände für Baugenossenschaften (heute allgemein als Wohnungsgenossenschaften bezeichnet). Die erste Gründung erfolgte 1896. 14 von diesen Verbänden bildeten 1920 die „Vereinigung deutscher Baugenossenschaftsverbände“, seit 1924 „Hauptverband deutscher Baugenossenschaften“. 1932 wurden rund 2.700 Baugenossenschaften gezählt. Von den etwa 51.600 Genossenschaften des Jahres 1932 gehörte jede sechste (17 %) entweder einem sehr kleinen Verband außerhalb der hier erwähnten an oder war verbandslos.

### Gesetzliche Regelungen zur Revision bis 1933
Bis 1889 gab es keine gesetzliche Grundlage für die Revision von Genossenschaften, auch nicht hinsichtlich der Revisionsverbände. Die meisten Verbände hatten interne Vorschriften, wonach ihre Mitglieder sich in unterschiedlichen Abständen – maximal alle drei Jahre – sich von einem Revisor prüfen lassen mussten, der vom Verband bestellt wurde. Die verbandslosen Genossenschaften waren nicht einmal diesem internen Zwang unterworfen. 1889 wurde das Genossenschaftsgesetz neu gefasst und erhielt einen eigenen Abschnitt zur Revision. Danach musste die Revision einer Genossenschaft mindestens alle zwei Jahre durch einen sachverständigen Revisor durchgeführt werden. Bei Genossenschaften, die keinem Verband angehörten, wurde der Revisor auf Antrag der Genossenschaft gerichtlich bestellt. Die „höhere Verwaltungsbehörde“ musste mit der „Person des Revisors“ einverstanden sein. Für Genossenschaften, die einem Verband angehörten, hatte der Verband den Prüfer zu bestellen. Voraussetzung dafür war die staatliche Genehmigung des Rechtes eines Verbandes, Revisoren zu bestellen. Das Statut des Verbandes musste dem zuständigen Gericht und der „höheren Verwaltungsbehörde“ eingereicht werden. Von Seiten des Allgemeinen Verbandes wurde heftige Kritik am Gesetzentwurf geübt. Dass jetzt staatliche Stellen in die Verbandsautonomie der Revisionsverbände eingreifen konnten, wurde als Einschränkung der Freiheiten der Genossenschaften empfunden. Von Beginn an, schon für Schulze-Delitzsch, war die Staatsferne ein wichtiges genossenschaftliches Gut.

### Genossenschaften und Prüfungsverbände in der Zeit des Nationalsozialismus
Zwar wurde in der Folgezeit von verschiedenen, vor allem von konservativen Kreisen immer wieder über eine Revision der Vorschriften zur Revision von Genossenschaften diskutiert, aber die Freiwilligkeit der Mitgliedschaft in einem Revisionsverband wurde in diesen Diskussionen nicht in Frage gestellt. Diese Situation änderte sich bis 1933 nicht. Ab Ende 1932 wurde über eine Novellierung des Genossenschaftsgesetzes gesprochen, mit dem Ziel, bestimmte Vorschriften zur Revision, die ab jetzt allgemein „Prüfung“ genannt wurde, zu verschärfen. Dazu gehörten klarere Anforderungen an die Genossenschaftsprüfer (bis dahin: Revisoren), eine Verkürzung der Prüfungsfristen und die Möglichkeit von Sonderprüfungen. Die konkreten Vorbereitungen der Gesetzesänderung begannen mit einem Vorschlag der Deutschen Zentralgenossenschaftskasse (DZGK). Dazu gab es dann Stellungnahmen der Verbände und schließlich 1934 einen Gesetzentwurf des Reichsjustizministerium. Der Entwurf enthielt unverändert drei wesentliche Vorschriften: Genossenschaften, die einem Verband angehören, dem das Prüfungsrecht verliehen ist, werden durch den Verband geprüft; für Genossenschaften, die keinem Verband angehören, wird der Prüfer vom Gericht bestellt; der Vorstand der Genossenschaft hat die Bestellung zu beantragen. Die Genossenschaftsverbände haben also nie den Anschlusszwang an einen Prüfungsverband verlangt, nicht einmal der schon 1933 von den Nationalsozialisten gleichgeschaltete Reichsverband der landwirtschaftlichen Genossenschaften – Raiffeisen.
Erst der letzte Entwurf des Ministeriums, der ohne Beteiligung der Verbände zustande gekommen war, enthielt im § 54 den so genannten Anschlusszwang: „Die Genossenschaft muss einem Verband angehören, dem das Prüfungsrecht verliehen ist (Prüfungsverband).“ Das Gesetz erfuhr auf Grund des nationalsozialistischen Ermächtigungsgesetzes keinerlei parlamentarische Beratung. Am 30. Oktober 1934 wurde es verkündet. Die Unterschriften Adolf Hitlers und seines Reichsjustizministers legitimierten es ausreichend. Einerseits konnte man so die Genossenschaften in die nationalsozialistische Zwangswirtschaft integrieren und so der Führung und Aufsicht des Staates unterwerfen und auch hier das Führerprinzip durchsetzen.
Jetzt begrüßten die DGV-nahen Kommentatoren des Genossenschaftsgesetzes Johann Lang (von 1926 bis 1961 ununterbrochen in führender Position beim DGV) und Ludwig Weidmüller begeistert diese Gesetzesänderung. In der Auflage ihres Kommentars von 1938 heißt es: „Ein neuer Abschnitt in der Geschichte des deutschen Genossenschaftsgesetzes begann mit der nationalen Erhebung des deutschen Volkes unter seinem Führer und Reichskanzler Adolf Hitler im Jahre 1933. Nationalsozialistisches Gedankengut fand seinen Ausdruck in mehreren umfangreichen Novellen zum Genossenschaftsgesetz, die von dem Willen des nationalsozialistischen Staates zu einer intensiven Weiterentwicklung des deutschen Genossenschaftsgesetzes Zeugnis ablegen.“ Nach 1945 erklärten sie in ihrem Kommentar von 1951, dass 1933/34 die Verbände den Anschlusszwang gewünscht hätten.

## Kritik
Der gesetzliche Zwang für alle Genossenschaften, Mitglied eines genossenschaftlichen Prüfungsverbandes zu werden, ist international nicht üblich. Freiwillige Zusammenschlüsse existieren hingegen häufig.
Genossenschaften in Deutschland ist es im Gegensatz zu Unternehmen fast aller anderen Rechtsformen nicht möglich, ihren Wirtschaftsprüfer frei zu wählen, was zu ungerechtfertigt hohen Kosten und somit zu Wettbewerbsnachteilen führen könnte. Weiterhin ist dadurch keine Prüferrotation möglich, die vor einer übermäßigen Bindung zwischen Prüfer und Mandant schützen und die Unabhängigkeit der Prüfung gewährleisten soll. Dies erscheint insbesondere vor dem Hintergrund fragwürdig, als die Verbände in vielen Fällen auch über die Prüfung hinaus Dienstleistungen für die Genossenschaften erbringen. So schließen sich selbst die gleichzeitige Aufstellung und Prüfung eines Jahresabschlusses durch einen Verband nicht aus.
Für die Verbände bedeutet die Situation einen nahezu wettbewerbsfreien Raum – die großen Regionalverbände haben die Bundesländer untereinander aufgeteilt, das Regionalprinzip wird dabei gegenseitig respektiert. Dadurch ist deren Finanzierung weitgehend gesichert, trotz erheblicher Lasten aus Pensionsrückstellungen von bis zu 50 % der Bilanzsumme.

## Prüfungsverbände in Deutschland
In Deutschland gibt es u. a. die folgenden Prüfungsverbände für Genossenschaften.
(kursiv sind Spitzen- und Bundesverbände aufgeführt, die selbst keine Prüfungsverbände sind.)

### Im DGRV
branchenspezifische und regionale Verbände, die im Deutschen Genossenschafts- und Raiffeisenverband e. V. organisiert sind:

#### Regionalprüfungsverbände
- Baden-Württembergischer Genossenschaftsverband e. V. (BWGV)
- Genossenschaftsverband Bayern e. V. (GVB)
- Genossenschaftsverband Weser-Ems e. V. (GVWE)
- Genoverband e. V. (GV), deckt das übrige Bundesgebiet ab

#### Verbände der Genossenschaftsbanken
- Bundesverband der Deutschen Volksbanken und Raiffeisenbanken e. V.
- Verband der Sparda-Banken e. V.
- Verband der PSD Bank e. V.

#### Sonstige Branchenverbände
- Der Mittelstandsverbund – ZGV e. V.
- Deutscher Raiffeisenverband e. V. (Landwirtschaftliche Genossenschaften)

#### Fachprüfungsverbände
- Edeka Verband kaufmännischer Genossenschaften e. V.
- Rewe-Prüfungsverband e. V.
- Fachprüfungsverband von Produktivgenossenschaften in Mitteldeutschland e. V. (FPV)
- Prüfungsverband der Deutschen Verkehrs-, Dienstleistungs- und Konsumgenossenschaften e. V.

### Im GdW
Im GdW Bundesverband deutscher Wohnungs- und Immobilienunternehmen e. V.:
- 14 Regionalverbände
(Diese haben teilweise sowohl Wohnungsgenossenschaften als auch ehemals gemeinnützige Wohnungsunternehmen als Mitglieder; in einigen Regionen bilden hingegen die Wohnungsgenossenschaften einen eigenen Verband. Diejenigen Regionalverbände, die Wohnungsgenossenschaften als Mitglieder haben, fungieren jeweils als Prüfungsverband für diese.)
- (Der Genoverband e. V. ist hier ebenfalls Mitglied.)

DGRV und GdW kooperieren miteinander; u. a. bilden sie zusammen den sog. Freien Ausschuss der deutschen Genossenschaftsverbände, der „dem Gedanken- und Erfahrungsaustausch in grundlegenden Fragen des Genossenschaftswesens sowie der Wahrnehmung der Gesamtinteressen des Genossenschaftswesens gegenüber Öffentlichkeit und Gesetzgeber“ dient.

### Prüfungsverbände mit eigener Spitzenverbandsfunktion
Laut Satzung nimmt (auch) die Aufgaben eines Spitzenverbandes im Sinne des GenG wahr:
- Prüfungsverband deutscher Konsum- und Dienstleistungsgenossenschaften e. V. (PdK)

### Prüfungsverbände ohne Spitzenverband
- Agrar Prüfungs- und Beratungsverband e. V.
- COOPERATIVaudit Genossenschaftsverband e. V., Annaberg-Buchholz[2]
- Deutsch-Europäischer Genossenschafts- und Prüfungsverband e. V. (früher pvdp Prüfungsverband Deutscher Wirtschafts-, Sozial- und Kulturgenossenschaften e. V.)
- Deutscher Interessenverband der Kleingenossenschaften e. V.[3] (DIVK)
- Genossenschaftlicher Prüfungsverband Mecklenburg-Vorpommern e. V.
- GVTS-Genossenschaftsverband Thüringen-Sachsen e. V.
- PDG Genossenschaftlicher Prüfungsverband e. V.
- Potsdamer Prüfungsverband e. V.
- Prüfungsverband der kleinen und mittelständischen Genossenschaften e. V. (PKMG)
- PSU Genossenschaftlicher Prüfungsverband Saale-Unstrut e. V.

### Nicht-genossenschaftliche Prüfungsverbände
Prüfungsverbände außerhalb des Genossenschaftsrechts sind u. a.:
- Bayerischer Kommunaler Prüfungsverband
- Gemeindeprüfungsanstalt NRW
- Prüfungsverband deutscher Banken e. V.